# 주니어 시니어
주니어 시니어(Junior Senior)는 덴마크의 남성 듀오이다.

## 디스코그래피

### 스튜디오 음반
- D-D-Don't Don't Stop the Beat (2003)
- Hey Hey My My Yo Yo (2005)